# 12056 Yoshigeru
12056 Yoshigeru (1997 YS11) là một tiểu hành tinh vành đai chính được phát hiện ngày 30 tháng 12 năm 1997 bởi T. Kobayashi ở Oizumi.